# Чауш (сорт винограду)
Чауш (сорт винограду) — столовий сорт винограду малоазійського походження.
Розрізняють: чауш білий, чауш рожевий, чауш чорний.
Гроно досягає середньої ваги у 100–250 г. Ягода велика, овальна або слабкояйцеподібна, зеленувато-біла, рожева або чорна, приємного смаку, з мускатним ароматом. Урожайність до 16 т з 1 га. Використовуються у свіжому вигляді, транспортабельні. Поширені в Болгарії, Румунії, Туреччини, Греції, Алжирі, у Південній Україні, Нижньому Поволжі, в Киргизії (Чуйська і Таласька долини).